# Oleksandr Petriv
Oleksandr Svjatoslavovyč Petriv (ukrajinsky: Олександр Святославович Петрів; * 5. dubna 1974, Lvov) je ukrajinský sportovní střelec. Na olympijských hrách v Pekingu roku 2008 vyhrál závod střelby z rychlopalné pistole na 25 metrů. Z pistolových individuálních závodů má stříbro z mistrovství Evropy roku 2014 a bronz z mistrovství Evropy 2011. Má i kolektivní medaile z mistrovství Evropy (zlato a stříbro 2021). Je vojákem ukrajinské armády, má hodnost majora. V roce 2008 získal Řád za zásluhy 3. stupně, roku 2011 mu byla udělena Medaile 20. výročí nezávislosti Ukrajiny.